# Droit à l'information
Le droit à l'information se décline différemment selon le champ juridique : on parle d'obligation d'information en droit privé, tandis que le droit à l'information au sens large se réfère plutôt à la liberté d'accès aux documents administratifs. Celle-ci est par exemple au fondement du Freedom of Information Act de 1966, de la Convention d'Aarhus (1998) concernant le droit à l'information en matière environnementale, de la directive 2003/98/CE concernant la réutilisation des informations du secteur public ou encore du Right to Information Act (en) promulgué en 2005 par le Congrès indien.
Ce droit est lié aux concepts de participation et de transparence dans la mesure où il vise à favoriser la participation du public aux décisions politiques, et donc au concept de démocratie participative. En matière d'accès aux archives, il vise à faciliter le travail des chercheurs (historiens, sociologues, journalistes, etc.) dans une optique de transparence démocratique..